# Nur zwei Dinge
Nur zwei Dinge ist ein Gedicht des deutschen Lyrikers Gottfried Benn. Es ist datiert auf den 7. Januar 1953 und wurde erstmals in der Frankfurter Ausgabe der Neuen Zeitung vom 26. März 1953 veröffentlicht. Im Mai desselben Jahres erschien es in Benns Gedichtsammlung Destillationen. Den letzten durch Benn persönlich herausgegebenen Band, die Gesammelten Gedichte aus seinem Todesjahr 1956, beschließt Nur zwei Dinge vor dem lyrischen Epilog.
Das Gedicht blickt in einer Du-Ansprache auf ein Leben zurück, stellt die Sinnfrage und findet die Antwort im Ertragen des Vorbestimmten. Nach der Einsicht in die allgemeine Vergänglichkeit schließt das Gedicht mit einer Gegenüberstellung von Leere und gezeichnetem Ich. Im Gegensatz zu den abstrakten, nihilistischen Aussagen steht die geschlossene und eingängige Form des Gedichts, die durch traditionelle Stilmittel geprägt ist. Dabei lassen chiffrenhafte Formeln vieldeutige Interpretationen zu. Nur zwei Dinge gehört zu den populärsten Gedichten Gottfried Benns und wurde auch als seine persönliche Lebensbilanz verstanden.

## Inhalt
Die erste Strophe des dreistrophigen Gedichts lautet:
„Durch so viel Formen geschritten,

durch Ich und Wir und Du,

doch alles blieb erlitten

durch die ewige Frage: wozu?“
Dies wird als Kinderfrage bezeichnet. Erst spät hat das Du des Gedichts erkannt, was es im Leben zu ertragen gelte:
„dein fernbestimmtes: Du mußt.“
Angesichts der allgemeinen Vergänglichkeit, wofür beispielhaft Rosen, Schnee und Meere genannt werden, bleibt als Fazit:
„es gibt nur zwei Dinge: die Leere

und das gezeichnete Ich.“

## Form
| Vers                                  | Versmaß       | Reim |
| ------------------------------------- | ------------- | ---- |
|                                       |               |      |
| 1                                     | υ – υ – υ – υ | a    |
| 2                                     | υ – υ – υ –   | b    |
| 3                                     | υ – υ – υ – υ | a    |
| 4                                     | υ – υ – υ –   | b    |
|                                       |               |      |
| 5                                     | υ – υ – υ – υ | c    |
| 6                                     | υ – υ – υ –   | d    |
| 7                                     | υ – υ – υ – υ | c    |
| 8                                     | υ – υ – υ – υ | c    |
| 9                                     | υ – υ – υ –   | d    |
|                                       |               |      |
| 10                                    | υ – υ – υ – υ | e    |
| 11                                    | υ – υ – υ –   | f    |
| 12                                    | υ – υ – υ – υ | e    |
| 13                                    | – υ – υ –     | f    |
|                                       |               |      |
| – : betonte Silbe υ : unbetonte Silbe |               |      |

Das Gedicht besteht aus drei Strophen. Die vier Verse der beiden Außenstrophen stehen im Kreuzreim und enden abwechselnd mit einer Hebung oder Senkung. Die Binnenstrophe wird mittels eines zusätzlichen Paarreims auf fünf Verse erweitert. Durch den Einschub als Parenthese fällt der achte Vers aus dem Gedicht heraus, das sich ebenso gut ohne ihn lesen ließe. Die Wirkung der zusätzlichen Zeile ist laut Gisbert Hoffmann ein Ritardando, eine Verzögerung des Strophenschlusses. Gleichzeitig verstärkt sie den vorigen Vers 7, „es gibt nur eines: ertrage“, und macht ihn zum Mittelpunkt des Gedichts. Benn setzte das Stilmittel eines zusätzlichen Verses in seinem Werk wiederholt in einzelnen Strophen ein, zwei seiner Gedichte bestehen vollständig aus fünfzeiligen Strophen. Die unruhige Wirkung der Metrik von Nur zwei Dinge erklärte Hoffmann mit der variierenden Anzahl von Silben pro Vers sowie den unregelmäßigen und unerwartet verteilten Versfüßen. Die allesamt dreihebigen Verse bestehen aus unterschiedlichen Kombinationen von Jamben und Daktylen mit Ausnahme der rein jambischen Verse 2, 3 und 8, des aus Anapästen gebildeten Verses 4, sowie des abschließenden Verses 13, der als einziger mit einer Hebung beginnt und dadurch die Schlussformel akzentuiert. Allerdings sind auch abweichende Skandierungen möglich, nach denen etwa Vers 4 betont, Vers 13 dagegen unbetont einsetzt und somit das Schema von Vers 9 wiederholt.
Fehlt in der ersten Strophe des Gedichts noch jedes Subjekt, tritt an dessen Stelle ab der zweiten Strophe eine Du-Anrede. Dies kann als monologische Selbstansprache verstanden werden, allerdings wies Kaspar H. Spinner darauf hin, dass die Aussagen aus einem höheren Bewusstsein heraus zum Du gesprochen werden. Dabei hebe die Du-Form die Verse über eine Identifizierung des Autors als Sprecher hinaus, sie verleihe dem Gedicht eine Autonomie in der Aussageinstanz. Während das „Du“ die Rolle des lyrischen Ichs übernehme, wandle sich das „Ich“ als substantiviertes Pronomen zum Objekt, im letzten Vers sogar mit Artikel und Adjektiv. Gernot Böhme und Gisbert Hoffmann sahen eine Aufspaltung des Ichs in ein frühes und ein spätes Ich. Letzteres wende sich auf der Grundlage des erworbenen Wissens an sein früheres Bewusstsein, sein biografisches Ich. Dieser „Ich-Du-Zirkel“ lade laut Ulrike Draesner den Leser ein, „sich ins Rondo des Sprechens und Angesprochenseins einzuschalten“, indem eine Kommunikationsebene eröffnet werde, die sonst intimen Selbstgesprächen vorbehalten bleibe.
Theo Meyer betonte den Kontrast zwischen der offenen Frage und den definitiven Antworten des Gedichts, das einen Hang zur Generalisierung und zum Thesenhaften aufweise. Insbesondere die beiden ersten Strophen bestünden ausschließlich aus abstrakten Aussagen ohne jedes bildhafte Element. Auch ein historisch-aktueller Bezug sei vollständig ausgeblendet. Allerdings sah Hans-Martin Gauger die Abstraktion durch Reim und Rhythmus „rhetorisch rauschend“ gestaltet. Das Satzgefüge sei hypotaktisch, der „sprachliche Prunk“ erzeuge einen „hohen Ton“. Der Aufbau des Gedichts übernimmt nach Achim Geisenhanslüke eine traditionelle Liedform. Jürgen Schröder beschrieb eine „parlandohafte Poesie“, die einen Gegensatz zum „apodiktischen Inhalt“ bilde. Der weiche Ton des Gedichts werde durch  Assonanzen, Alliterationen und Anaphern hervorgerufen. So beginnen die ersten sechs Verse mit dem Buchstaben D, der im Abschluss der beiden letzten Strophen wieder aufgegriffen wird. Weitere wiederholte Stilmittel sind die in jede Strophe montierte Reihung dreier Substantive, der mehrfach zur Zuspitzung eingesetzte Doppelpunkt, sowie das Enjambement der abschließenden Verse. Im Ergebnis entstehe laut Schröder ein rhythmischer Auf- und Abstieg jeder einzelnen Strophe, sowie ein Kreislauf von Anfang bis Ende des Gedichts, der sich vom „Ich“ des zweiten zum „Ich“ des letzten Verses runde. Insgesamt verliehen die lyrischen Mittel Nur zwei Dinge eine starke Suggestivität, die den Leser zur Identifikation mit den radikalen inhaltlichen Aussagen verführe. Für Helmuth Kiesel wirkte insbesondere der Reim vordergründig im Sinne einer „Milderung und Bekömmlichmachung“ des desillusionierenden Inhalts, er sende aber auch unterschwellig eine Gegenbotschaft der Schönheit.

## Interpretation
Trotz der direkten Formulierungen des Gedichts ist laut Hermann Korte keine eindeutige Entschlüsselung des Inhalts möglich. Zwar lasse sich das Thema mit den Begriffen Vergänglichkeit, Vergeblichkeit und Einsamkeit eingrenzen, doch setzen sich die Verse aus vieldeutigen Chiffren zusammen, die ihren Sinn nicht vollständig preisgeben. Der Rückgriff auf Prinzipien der Reduktion und Lakonie zeige hermetische Tendenzen. Für Dieter Liewerscheidt kennzeichnete sich Nur zwei Dinge gleichermaßen durch semantische Offenheit wie syntaktische Unschärfe. Die chiffrierten Kurzformeln und Leerstellen des Gedichts laden zur Rezeptionsästhetik ein, die allgemeinen Andeutungen und die unterschiedliche Interpretierbarkeit der Begriffe erlaubten ein „sympathetisches Einschwingen des Lesers“ in die Grundstimmung von Weltschmerz.

### „Durch so viel Formen geschritten“
Edith A. Runge, eine der frühesten Interpretinnen von Nur zwei Dinge, sah im Gedicht „die Summe der Existenz“ gezogen, wobei bereits die erste Zeile Resignation, Bedeutungslosigkeit und Vergänglichkeit ausdrücke. Die durchschrittenen Formen „Ich“, „Wir“ und „Du“ deutete sie als das Selbst, die Gemeinschaft und das Gegenüber. Für Gisbert Hoffmann symbolisierten die drei Personalpronomina dagegen einen Lebensweg durch verschiedene Stadien des Daseins, ähnlich Helmuth Kiesel, der von vergangenen Versuchen eines erfüllten Lebens durch Individualismus, Kollektivismus und Partnerschaft ausging. Jürgen Schröder erklärte die Stadien historisch: Danach stehe das „Wir“ für das Jahr 1933 und damit für Benns eigene Verstrickung in den Nationalsozialismus.
Einen ganz anderen Ansatz verfolgte Friederike Reents. Ihrer Interpretation zufolge schreite Benn als Dichter durch literarische Formen, durch Lyrik, Prosa und Essay, um am Ende das vollendete Gedicht zu schaffen, in dem sich Form und Poetik erfüllen. Insofern stehen die „Leere“ und das „gezeichnete Ich“ für sie am Ende auch nicht für nihilistische Resignation, sondern bis zuletzt für den Glauben des Dichters, durch Kunst Unvergängliches aus dem Nichts zu schaffen. Eine Verbindung von ästhetischen Formen im ersten Vers und sozialen Beziehungen im zweiten Vers stellte Jürgen Egyptien her, während sich für Hans Bryner in beiden Versen Existenz- und Sprachformen verknüpfen und eine Verbindung von Leben und Schreiben herstellt: Für den Dichter Benn gehe es darum, das Leben schreibend zu gestalten.

### „die ewige Frage: wozu?“
Die Frage nach dem Wozu beinhaltet laut Hans Bryner im Kontext des Gedichts dreierlei: die Frage nach dem Sinn des Lebens, die Erwartung einer negativen Antwort und das Leiden an dieser Tatsache. Dabei sah Dieter Liewerscheidt das Erleiden des Subjekts und die Frage nach den Gründen mittels der Präposition „durch“ auf doppelte Art verbunden: Zum einen lasse sich ein aus dem Leben entstandenes Leid durch die Sinnsuche tröstlicher gestalten. Zum anderen könne das später als „Kinderfrage“ etikettierte naive Fragewort als Ursache allen Leidens aufgefasst werden. Eva Maria Lüders führte aus, dass die falsche Fragestellung zu lange von der eigentlichen Problematik, wie der Mensch seine auferlegte Lebenssituation bewältigen könne, abgelenkt habe. Dagegen wertete Gisbert Hoffmann die Sinnfrage nicht als Ursache, sondern als Folge des Leidens. Sie entstehe erst aus den Desillusionierungen, die mit dem Durchschreiten der Lebensstadien einhergingen.
Auch der Begriff der „ewigen Frage“ lässt sich nach Hans Bryner auf zweierlei Arten erklären: die Sinnfrage als Urfrage des menschlichen Daseins, die trotz ausbleibender Antwort seit Ewigkeiten immer wieder gestellt werde, sowie als „ewige Fragerei“, als lästige Wiederholung einer absurden „Kinderfrage“. Während Hans-Martin Gauger explizit eine theologisch-religiöse Bedeutung verneinte und das Adjektiv „ewig“ rein umgangssprachlich verstand, sah Hermann Korte die Rolle und Bedeutung der Frage nach dem Wozu im Gedicht letztlich ungeklärt und aus ihr ein „weites Feld metaphysischer Reflexionen eröffnet.“ Friedrich Kienecker nannte die Frage mit einem Zitat aus Benns Gedicht Satzbau „überwältigend unbeantwortbar“.

### „ob Sinn, ob Sucht, ob Sage“
Die als Parenthese eingeschobene dreifache Alliteration auf S erlaubt eine Vielzahl von Interpretationen. Eva M. Lüders erkannte in den Begriffen „die drei Bereiche, in denen uns unsere Existenz zur eigenen Erfahrung, zur ‚Auflage‘ werden kann“. Danach stehe der „Sinn“ für den metaphysischen Drang, das Leben zu erkennen, aber auch für die Sinneswahrnehmung, die „Sucht“ für das Verlangen der Triebe, aber auch für den Wortstamm der Suche, die „Sage“ für den Mythos, die Literatur oder auferlegte Arbeit des Dichters. Gernot Böhme bezeichnete Sinn, Sucht und Sage als die drei möglichen Weltanschauungen, die Erklärungsmuster des menschlichen Lebens, das seine Bestimmung aus ideellen Zielen, inneren Antrieben oder vorbestimmten Fügungen heraus erfahre.
Fred Lönker erklärte den Sinn als Versuch der Welt- und Selbstdeutung, die Sucht als Selbstvergessenheit im Rausch. Die Sage deutete Gisbert Hoffmann aus Benns Gedicht Abschied als „die eigene Sage –: das warst du doch –?“ das Selbst- oder Fremdbild des eigenen Ichs. Hans Helmut Hiebel verknüpfte die Dreiheit mit den vorigen Personalpronomina: das Du der Liebe mit der Sucht, wozu er später auch die Rosen gesellte, das Wir mit der gemeinschaftlichen Sinnsuche, das Ich mit den Künsten der Sage. Allerdings relativierte Jürgen Egyptien die Bedeutung der Aufzählung, denn gleichgültig ob ein Antrieb als Sinnerfüllung, Obsession oder Prophetie ausgewiesen werde, mit dem folgenden Vers offenbare er sich als fremdbestimmt, ein dem Menschen innewohnender Zwang.

### „dein fernbestimmtes: Du mußt“
Laut Gisbert Hoffmann setzte Benn Leben mit „Leben müssen“ gleich. Niemand könne aus seiner Haut heraus, niemand sei in der Lage, anders zu handeln, als ihm vorbestimmt sei. Ein Dichter müsse schreiben, in seinem Werk sei er fremd bestimmt, ohne den Ursprung des Drangs ergründen zu können. Hans Helmut Hiebel verortete die Beweggründe des Handelns in einer fernen, dunklen Vergangenheit. Theo Meyer sprach vom „Bestimmtwerden durch ein übersubjektives, undurchschaubares und anonymes Prinzip“, das charakteristisch für die monologische Lyrik Benns sei. Auf weitere Begriffe, mit denen Benn jene fremd bestimmende Instanz in seinen Gedichten belegte, verwies Hans Bryner: Moira, Kismet, Heimarmene, Verhängnis, die Parzen. Im „Du mußt“ erkannte er ebenso eine Antwort auf die zuvor gestellte Frage nach dem „wozu?“ wie eine Reduzierung der Zehn Gebote auf das bloße „Du sollst“.
Gernot Böhme wies darauf hin, dass von Fern- und nicht von Fremdbestimmung gesprochen werde, somit nicht notwendigerweise eine andere Instanz im Spiel sei. Auch folge nicht das ganze Leben dieser Bestimmung, sondern lediglich das „Du mußt“, also die Konstellation, in die ein Mensch gestellt sei und die er als Aufgabe begreife. Jürgen Schröder bezog den Vers auf die Biografie Gottfried Benns, der den Nationalsozialismus anfänglich in seinen Schriften begrüßt hatte, wofür er später in Rechtfertigungszwang geriet. Durch das „Du mußt“ werde das Schicksal als „Alibi moralischer und historisch-politischer Schuld mißbraucht“, die Niederlage und der Irrtum zu einer Voraussetzung für den Ruhm überhöht. Benns eigene Schuld werde somit aufgehoben, das abschließende „gezeichnete Ich“ zum Ausdruck seiner Selbstrechtfertigung.

### „Ob Rosen, ob Schnee, ob Meere“
Die dritte Reihung von Substantiven, die in der abschließenden Strophe die Vergänglichkeit aller Dinge veranschaulicht, lässt erneut vielfältige Deutungen zu. Gernot Böhme sah in dem Vanitas-Motiv die Natur in ihrer Gesamtheit eingefangen: die Rosen symbolisierten alles Lebendige, der Schnee die klimatischen Einflüsse und die Meere die Topografie. Dabei schloss Hans-Martin Gauger die Beobachtung an, dass es sich um drei außermenschliche Phänomene handle. Edith A. Runge las sie jedoch als Chiffren für die Naturschönheit, das Sterben und das unergründliche Sein. Für Maria Behre bildete die Zeit den gemeinsamen Nenner der Begriffe: Rosen, Schnee und Meere veranschaulichten für sie die Zeitformen der Reifung, des Augenblicks und der Ewigkeit. Hingegen sah Eva M. Lüders die Welt durch drei besonders veränderliche Vertreter auf ein flüchtiges Werden und Vergehen reduziert und damit die äußere Wirklichkeit insgesamt geleugnet.
Auf die sonstige Verwendung dieser Metaphern in Benns Werk verwies Gisbert Hoffmann. Dort symbolisiere die Rose vielfach Schönes und Schwermut, der Schnee Reinheit, das Meer Weite und Ruhe. Theo Meyer erkannte schlicht keinen geschlossenen Zusammenhang der drei Substantive, sondern „unbestimmte, vielsinnige und allgemeine Zeichen“, die weniger „konkrete Bezeichnungen als chiffrenhafte Sinnfiguren“ seien. Jürgen Schröder brachte Oswald Spenglers Kulturkreislehre ins Spiel, die in den drei Begriffen naturalisiert und zu einem sinnlosen Kreislauf kurzgeschlossen werde. Indem im folgenden Vers das einzig „aktiv-sinnliche“ Verb des Gedichts „erblühte“ sofort durch das folgende „verblich“ aufgehoben werde, ende Nur zwei Dinge in einer Passivität und Statik der Substantive.

### „die Leere und das gezeichnete Ich“
In den beiden letzten Versen zieht Benn das Fazit des Gedichts. Laut Theo Meyer sei das Verhältnis des Subjekts zur Welt reduziert auf das Gegenüber von „Leere“ und „Ich“, zwischen denen sich alle Sinnbezüge aufgelöst haben. Möglich sei nur noch eine formelhafte Selbstvergewisserung. Von einer „Mischung aus Resignation und Selbstbehauptung“ sprach Achim Geisenhanslüke. Maria Behre folgerte aus der Erkenntnis der Leere, der Abwesenheit einer metaphysischen Instanz, die Selbstverpflichtung zur Autonomie des Ichs. Dabei sei das Ich laut Hans Helmut Hiebel durch das „erlittene“ Leid und das „Du mußt“ stigmatisiert. In der Doppelbedeutung des Wortes „gezeichnet“ versuche das Ich sich aber auch selbst der Kunst einzuzeichnen. Dieter Liewerscheidt stellte die Frage, von wem, bei einer Verleugnung der Außenwelt, das Ich überhaupt gezeichnet sein könne, um selbst zu antworten, dass es nur die Position der eigenen fatalistischen Einsamkeit sein könne, an der das Ich leide. Damit sah er das Gedicht im Verdacht, „lediglich einer narzißtischen Schmerzenspose Raum zu bieten“.
Während Hans-Martin Gauger die Zeichnung ausschließlich negativ verstand als ein durch Alter und Erfahrungen reduziertes Ich, war für Jürgen Schröder in der Formulierung ein Bewusstsein von Berufung und Auserwähltsein spürbar. Benn verknüpfe hier ein elitäres Selbstverständnis und den Bezug auf christliche Vorbilder zu einer „Christus-Typologie“, die der Dichter in vielen Aufzeichnungen aus der Zeit zwischen 1934 und 1937 gepflegt habe. Einen anderen biblischen Bezug suchte Friedrich Hahn, der in einer christlich orientierten Interpretation dem durch die Leere gezeichneten Ich die Zeichnung Zions gegenüberstellte: „Ich habe dich eingezeichnet in meine Hände“ (Jes 49,16 ). Hans Bryner verwies dagegen auf das Kainsmal als mythischen Beginn der Menschheit. Die Schriftstellerin Ulrike Draesner erkannte im gezeichneten Ich einen literarischen Bezug: das „hingezeichnete Ich“ als den Entwurf eines Dichters.

## Bezug zu anderen Werken Benns

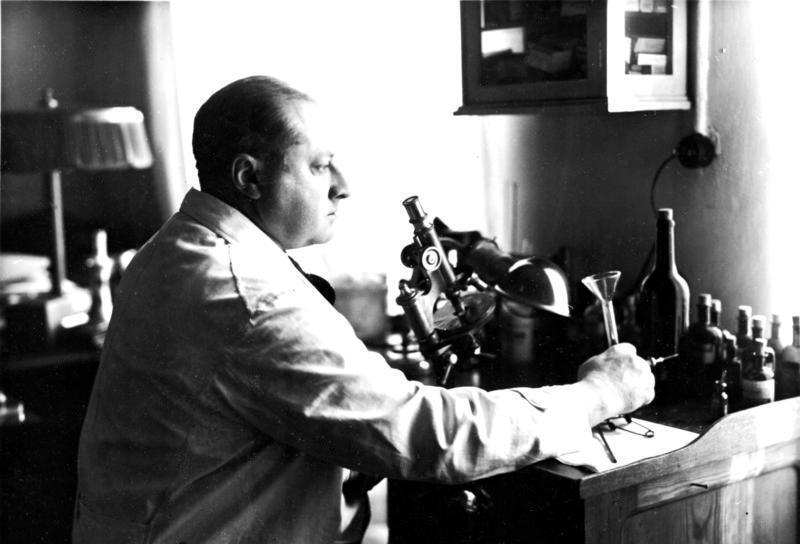
Gottfried Benn (1934)

Im Zentrum von Nur zwei Dinge steht laut Edith A. Runge eines der Grundmotive des Werks von Gottfried Benn: der Dualismus zwischen Leben und Geist, deren Unvereinbarkeit ihn schließlich zum Nihilismus als einzig angemessener Geisteshaltung führte. So unterteilte Benn 1949 in Ausdruckswelt: „Das, was lebt, ist etwas anderes als das, was denkt.“ Den Prozess, sich damit abfinden zu müssen, beschrieb er bereits damals: „Es ist schwer erkämpft dies alles, sehr durchlitten.“ Benn habe sich in diesem Dualismus für den Geist als das einzig Gültige ausgesprochen und das Leben mehr und mehr verneint, was auch poetisch zum Prinzip der reinen Form, die ihren Gegenstand auslösche, geführt habe. Durch die Hinwendung zur völligen Transzendenz bleibe Benn laut Runge am Ende nur „die Leere, das erkennende Ich, und das Leiden – es bliebe ihm eigentlich nur das Schweigen.“
Auch das knapp drei Jahre vor Nur zwei Dinge entstandene Gedicht Reisen stellt die Sinnfrage und berichtet von einer späten Erfahrung, bereits hier manifestiert sich „die Leere“, die einen Reisenden auf den Straßen der verschiedenen Städte anfällt. Am Auffälligsten ist allerdings die Übereinstimmung der letzten Verse: „das gezeichnete Ich“ und „das sich umgrenzende Ich.“ Gisbert Hoffmann stellte die beiden Gedichte einander gegenüber. Es komme jeweils zu einer Konfrontation des Ichs mit der Leere, die in Reisen allerdings nicht vom Ich getrennt sei, sondern aus diesem heraus entstehe. Zudem sei das Ich in Reisen nicht passiv gezeichnet, sondern grenze sich aktiv gegen die Umwelt ab. Dass der Leere nicht bloß mit der Passivität des „Ertragens“ aus Nur zwei Dinge zu begegnen sei, sondern mit Aktivität und eigenem Gestalten, habe Benn bereits 1949 in Der Radardenker verkündet: „Es gibt keine Leere und es gibt keine Fülle, es gibt nur die Möglichkeit, die Leere zu füllen hier, sofort, am Fenster mittels Lotung und Transformation.“
Jürgen Schröder verwies beim Ausdruck „das gezeichnete Ich“ auf ein Gedicht von 1935 mit dem Titel Ach, das Erhabene:
„Nur der Gezeichnete wird reden,

und das Vermischte bleibe stumm,

es ist die Lehre nicht für jeden,

doch keiner sei verworfen drum.“
Bereits hier werde der Gezeichnete zum Auserwählten überhöht, eine Tendenz, die sich auch in der Erzählung Weinhaus Wolf aus dem Jahr 1937 fortsetze. Dort rechtfertige Benn seine enttäuschte Abkehr von der nationalsozialistischen Gesellschaft und greife für den Gezeichneten auf religiöse Bilder aus der Offenbarung des Johannes zurück. Sowohl das spätere „Du mußt“ als auch die „Leere“ sah Schröder schon in den geschichtsphilosophischen Betrachtungen aus Weinhaus Wolf angelegt: „Alle großen Geister der weißen Völker haben, das ist ganz offenbar, nur die eine innere Aufgabe empfunden, ihren Nihilismus schöpferisch zu überdecken.“
Auf eine andere „strukturelle und weitgehend auch substanzielle Kontinuität“ von Nur zwei Dinge zu einem Brief von 1938 an den Bremer Kaufmann und langjährigen Brieffreund Friedrich Wilhelm Oelze wies Jürgen Haupt hin. Damals schloss ein zorniger Ausbruch Benns, „daß das Ganze ein großer Dreck ist, die Menschheit, ihre Gesellschaft, ihre Bio- u. Soziologie, dieser ganze stinkige Zinnober um uns herum“, mit einer ähnlichen Formulierung: „Es giebt nur 2 Dinge: dreckige Menschheit u. einsames schweigendes Leiden – keine Grenzverschiebungen!“

## Entstehung und Veröffentlichung
Das Gedicht Nur zwei Dinge wurde von Benn eigenhändig auf den 7. Januar 1953 datiert. In Benns Notizen finden sich Vorarbeiten aus demselben Monat. Eine frühe Version des Gedichts war zweigeteilt. Die dritte Strophe der Endfassung folgte der Einleitung:
„Keine Krisen, keine Krone

weder Innres noch Gestalt

ein gepflegter Epigone

ohne Selbstgehalt.“
Abgesetzt schloss sich ein erster Entwurf der ersten und zweiten Strophe an. Lesarten der frühen Fassungen lauteten beispielsweise: „wie sie blühten u. verblichen“ statt „was alles erblühte, verblich“, „Der Mann hat immer gewusst“ statt „Dir wurde erst spät bewußt“, sowie „Das eine dunkle: Du musst“ statt „dein fernbestimmtes: Du mußt.“
Erstmals wurde das Gedicht in der Frankfurter Ausgabe der Neuen Zeitung vom 26. März 1953 abgedruckt. Im Mai desselben Jahres erschien es als Teil der Gedichtsammlung Destillationen. In einem Brief an Oelze urteilte Benn zu diesem Band: „Ich fürchte, es sind langweilige, altmodische Aussagegedichte“. Knapp zwanzig Jahre zuvor hatte Benn dafür die Floskel „gereimte Weltanschauung“ geprägt. In der Ausgabe letzter Hand der Gesammelten Gedichte aus Benns Todesjahr 1956 sollte Nur zwei Dinge ursprünglich die Sektion 1949–1955 einleiten, rückte dann jedoch ans Ende des Bandes vor dem Gedicht Epilog 1949. Darin sah Fred Lönker einen Hinweis auf die besondere Bedeutung, die Benn dem Gedicht beimaß. Dieser hatte zuvor angewiesen, den Band mit einem der Gedichte, „die mir am besten erscheinen“, zu beschließen. Für Jürgen Schröder wurde durch die abschließende Positionierung von Nur zwei Dinge dessen „Bilanz- und Vermächtnischarakter betont“, Helmuth Kiesel bezeichnete das Gedicht als Teil von Benns „poetischem Testament“.

## Rezeption
Nur zwei Dinge wurde laut Jürgen Schröder zu einem der populärsten Gedichte Gottfried Benns. Dieser habe es „auf derart griffige und wohlklingende Formulierungen gebracht, daß man den Autor bald ganz darauf festlegte.“ So trug etwa die erste Taschenbuchausgabe von Benns Briefen den Titel Das gezeichnete Ich. Das Gedicht ermögliche dem Leser, den Inhalt auf einige allgemeingültige Aussagen herunterzubrechen: alles sei vergänglich und nicht zu ergründen, jeder Mensch letztlich allein. Gerade in der Nachkriegszeit habe die existenzielle Selbstrechtfertigung des Gedichts die Stimmung der westdeutschen Bevölkerung getroffen. Die Mischung von Trauer und Melancholie bewirkte eine Katharsis, ohne sich konkreter Schuld stellen zu müssen, und ermöglichte laut Schröder, „auf poetische Weise die verleugnete Vergangenheit zu bewältigen“. Mit den sechziger Jahren sei eine solche Lesart nicht mehr aktuell gewesen und Benn unmodern geworden. Erst in den achtziger Jahren sei wieder eine neue, weniger zeitbezogene Lesart des Gedichts möglich gewesen.
Bei einer Umfrage des Westdeutschen Rundfunks vom Mai 2000 nach den Lieblingsgedichten der Deutschen landete Nur zwei Dinge auf dem 39. Platz. Marcel Reich-Ranicki nahm es sowohl in seinen Kanon der deutschen Literatur auf als auch in die persönliche Auswahl von 100 Gedichten des 20. Jahrhunderts. In einer zeitgenössischen Rezension von Benns Gedichtsammlung Destillationen ordnete Karl Krolow, der andere Gedichte dieser Ausgabe sehr kritisch beurteilte, Nur zwei Dinge unter „einige herrliche Stücke“ ein und beschrieb: „Hier steht Fatalität neben Zauber.“ Hans Helmut Hiebel wertete Nur zwei Dinge als Benns „Lebensbilanz“, in der dieser „seine Erfahrungswirklichkeit kompakt, prägnant und stimmig zum Ausdruck“ gebracht habe. Das Gedicht sei „– trotz der Abstraktionen – sprechend und mit der ‚Glasur‘ des Schönen überzogen.“ Peter Rühmkorf fühlte sich rückblickend durch Gedichte wie Nur zwei Dinge in seinem „finalen Fracksausen geradezu leidensgenossenschaftlich von Gottfried Benn angezogen“. Für Wolfgang Emmerich war Nur zwei Dinge ein „auf seine Weise perfekter, populärer Text“.
Der lyrische Ton und die formale Perfektion des Gedichts wurden allerdings auch kritisiert. So sprach Wolfgang Braungart von einem „berühmten und schauderhaften“ Gedicht. Die letzte Strophe sei „bestes Poesiealbum-Niveau (‚Rosen, Tulpen, Nelken / Alle Blumen welken‘). Die absurde Zusammenstellung (Rosen, Schnee, Meere) liest sich wie eine unfreiwillige Parodie.“ Für Mathias Schreiber war Nur zwei Dinge „ein nihilistischer Schlager“. Er kritisierte: „Der glatte, Formgeschlossenheit simulierende Singsang der Endreime ist ohne Ironie: Er soll allen Ernstes die Aussage tragen, mit pseudo-prophetischem Orgelton bekräftigen“. Unbeabsichtigt werde die selbstsichere Sprache zum „Hohn auf das ‚gezeichnete Ich‘“. Im Gedicht herrsche „Tiefe ohne Oberfläche, also Scheinradikalität: Ein Musterbeispiel für Kitsch.“ Auch Dieter Liewerscheidt beanstandete die „glänzende ästhetische Kehrseite eines gleichgültig gewordenen, pauschalen Inhaltsbezugs“. Der „Formkult, der die Welt schon hinter sich gelassen hat“ feiere „einen hohlen Triumph“.
Neben Abdrucken des vollständigen Gedichts in Lyrikanthologien wurden insbesondere die letzten beiden Verse von Nur zwei Dinge häufig zitiert. Friedrich Kienecker sprach vom „gezeichneten Ich“ als Metapher „für das Selbstgefühl und Selbstverständnis des modernen Menschen“, das „eine menschliche Grunderfahrung“ ausdrücke, die er in abgewandelter Form in vielen zeitgenössischen Gedichten wiederfand. Auch für Eva M. Lüders war das „‚gezeichnete Ich‘ der Träger und Held der modernen Dichtung“. Es stehe für „das Ende jener persönlichen Lebenskultur, in der das ‚lyrische Ich‘ beheimatet war.“ Allerdings begehrte Paul Celan bei einer Begegnung mit Hans Mayer gegen die Schlussformel von Nur zwei Dinge auf. Laut Mayer versage sich Celan solcher „sentimentalen Aura“, weil in seiner Poetik das Gedicht im Zentrum stehe, bei Benn der gezeichnete und zum Ausdruck verurteilte Dichter. Der spanische Lyriker Leopoldo María Panero verfasste mit dem Gedicht After Gottfried Benn eine „posthume Imitation Gottfried Benns“, die sich gleichzeitig von den schönen Worten seines Vorbilds distanziert. Sein gezeichnetes Ich steht nahe am Wahnsinn und wartet in einer stinkenden Zelle auf den Tod. Eine weitere Replik auf Nur zwei Dinge veröffentlichte 1997 Marcel Beyer mit seinem Gedicht Nur zwei Koffer, das mit den Zeilen schließt: „Es bleiben nur / die zwei Koffer, Rasurfehler hier, und du: ich / stelle die Kinderfrage ebenso lautlos. Wozu.“
Nur zwei Dinge wurde gemeinsam mit anderen Gedichten Benns mehrfach auf Tonträger veröffentlicht, so in Lesungen von Gottfried Benn selbst, von Will Quadflieg und Dieter Mann. Bis 1995 entstanden insgesamt sechs musikalische Umsetzungen des Gedichts, unter anderem von Heinz Friedrich Hartig als Teil des Oratoriums Wohin (1963/64), Xaver Paul Thoma für Altstimme und Bratsche (1977) und Günter Bialas für mittlere Stimme und Tenorsaxophon (1987/88). Der Hamburger Popmusiker Das Gezeichnete Ich entlieh Benns Gedicht sein Pseudonym.

### Veröffentlichungen
- Erstpublikation: Die Neue Zeitung. Frankfurter Ausgabe. Nr. 72 vom 26. März 1953, S. 4.
- Gottfried Benn: Destillationen. Neue Gedichte. Limes, Wiesbaden 1953, S. 19.
- Gottfried Benn: Gesammelte Gedichte. Limes, Wiesbaden 1956, S. 358.

### Sekundärliteratur
- Gernot Böhme: Die Frage Wozu? – eine Kinderfrage? In: Gernot Böhme, Gisbert Hoffmann: Benn und wir. Existentielle Interpretationen zu Gedichten von Gottfried Benn. Xenomoi, Berlin 2008, ISBN 978-3-936532-81-4, S. 33–52, auch online als Vortrag im Rahmen der Lindauer Psychotherapiewochen (pdf; 156 kB).
- Hans Bryner: Das Rosenmotiv in Gottfried Benns Lyrik. Skizzen zu Bild und Bau. Peter Lang, Bern 1985, ISBN 3-261-04087-4, S. 119–132.
- Hans Helmut Hiebel: Das Spektrum der modernen Poesie. Interpretationen deutschsprachiger Lyrik 1900–2000 im internationalen Kontext der Moderne. Teil I (1900–1945). Königshausen & Neumann, Würzburg 2005, ISBN 3-8260-3200-4, S. 238–242.
- Gisbert Hoffmann: Vergänglichkeit und Dauer. In: Gernot Böhme, Gisbert Hoffmann: Benn und wir. Existentielle Interpretationen zu Gedichten von Gottfried Benn. Xenomoi, Berlin 2008, ISBN 978-3-936532-81-4, S. 53–89.
- Fred Lönker: Gottfried Benn. 10 Gedichte. Erläuterungen und Dokumente. Reclam, Stuttgart 2010, ISBN 978-3-15-016069-5, S. 134–145.
- Eva M. Lüders: Das lyrische Ich und das gezeichnete Ich. Zur späten Lyrik Gottfried Benns. In: Wirkendes Wort 15/1965, S. 361–385.
- Theo Meyer: Kunstproblematik und Wortkombinatorik bei Gottfried Benn. Böhlau, Köln 1971, ISBN 3-412-93071-7, S. 341–344.
- Edith A. Runge: Gottfried Benns „Nur zwei Dinge“. In: Wolfgang Peitz (Hrsg.): Denken in Widersprüchen. Korrelarien zur Gottfried Benn-Forschung. Becksmann, Freiburg im Breisgau 1972, S. 343–364. Erstdruck in: Monatshefte für deutschen Unterricht, deutsche Sprache und Literatur. Vol. XLIX, 1957, S. 161–178.
- Jürgen Schröder: Destillierte Geschichte. Zu Gottfried Benns Gedicht Nur zwei Dinge. In: Walter Hinck (Hrsg.): Gedichte und Interpretationen. Gegenwart I. Reclam, Stuttgart 1982, ISBN 3-15-007895-4, S. 20–28.